# Elisabeth Kappaurer
Elisabeth Kappaurer (* 30. September 1994 in Bregenz) ist eine ehemalige österreichische Skirennläuferin. Sie gehörte seit 2017 dem A-Kader des Österreichischen Skiverbandes (ÖSV) an und ging vor allem in den Disziplinen Riesenslalom und Slalom an den Start. Ihr größter Erfolg war der Juniorenweltmeistertitel in der Super-Kombination 2014.

## Biografie
Kappaurer stammt aus Bezau im Bregenzerwald und startet für ihren Heimatverein. Ihr Europacup-Debüt gab sie am 19. Jänner 2013 beim Heimrennen in Schruns. In derselben Saison wurde sie österreichische Jugendmeisterin im Riesenslalom. Den bis dato größten Erfolg ihrer Karriere feierte sie bei den Juniorenweltmeisterschaften 2014 in Jasná, wo sie die Goldmedaille in der Super-Kombination gewann. Zudem fuhr sie in Super-G, Riesenslalom und Slalom unter die schnellsten fünf. In der Europacup-Saison 2014/15 gelang es ihr, in allen Disziplinen zu punkten, was sie im Endklassement auf den elften Gesamtrang brachte.
Ihr Weltcup-Debüt gab Kappaurer am 25. Oktober 2015 beim Riesenslalom von Sölden, wo sie den Sprung in den zweiten Durchgang nur knapp verpasste. Bei einem Sturz im Rahmen eines FIS-Rennens zog sie sich im November eine Knorpelfraktur im rechten Knie zu, die vorerst weitere Weltcupeinsätze verhinderte. Am 24. Februar 2017 gewann sie mit Platz elf in der Kombination von Crans-Montana erstmals Weltcuppunkte. Ihren ersten Sieg im Europacup errang sie im Riesenslalom am 17. März in Innichen, womit sie die Disziplinenwertung der Saison 2016/17 auf Rang drei abschloss. Bei den Weltcup-Rennen in Squaw Valley gelangen ihr auch in Riesenslalom und Slalom erste Platzierungen unter den besten 20. Am Ende der Saison krönte sie sich im Riesenslalom erstmals zur Staatsmeisterin.
Nach einem guten Start in die Saison 2017/18 mit fünf Riesenslalom-Platzierungen in den Punkterängen, darunter Rang zwölf in Lienz, brach sie sich Mitte Jänner in Zauchensee die vier Mittelhandknochen der linken Hand. In der Vorbereitung zur Saison 2018/19 zog sie sich in Saas-Fee einen Schien- und Wadenbeinbruch im linken Bein zu und musste sich umgehend einer Operation unterziehen. Elf Monate später erlitt sie beim Überseetraining in Ushuaia dieselbe Verletzung im anderen Bein sowie eine Abrissfraktur im linken Schienbeinkopf. In der Weltcupsaison 2022/23 gelang Kappaurer die Rückkehr in die Punkteränge beim Riesenslalom von Sestriere. Zudem erreichte sie Rang 2 in der Riesenslalomwertung des Europacups, wodurch sie einen Startplatz außerhalb des Nationenkontingents für die Saison 2023/24 erhielt.
Am 27. Juni 2025 erklärte Kappaurer via Instagram ihren Rücktritt vom aktiven Leistungssport und begründete dies damit, dass sie körperlich nicht mehr das höchste Niveau erreichen könne.
Kappaurer ist aktive Sportlerin des Heeressportzentrums des Österreichischen Bundesheers. Als Heeressportlerin trägt sie derzeit den Dienstgrad Korporal.

## Erfolge

### Weltcup
- 10 Platzierungen unter den besten 15

### Weltcupwertungen
| Saison  | Gesamt | Gesamt | Riesenslalom | Riesenslalom | Slalom | Slalom | Kombination | Kombination |
| Saison  | Platz  | Punkte | Platz        | Punkte       | Platz  | Punkte | Platz       | Punkte      |
| ------- | ------ | ------ | ------------ | ------------ | ------ | ------ | ----------- | ----------- |
| 2016/17 | 75.    | 77     | 41.          | 15           | 43.    | 18     | 15.         | 44          |
| 2017/18 | 68.    | 88     | 25.          | 88           | –      | –      | –           | –           |
| 2022/23 | 77.    | 60     | 29.          | 60           | –      | –      | –           | –           |
| 2023/24 | 75.    | 63     | 28.          | 63           | –      | –      | –           | –           |

### Europacup
- Saison 2014/15: 5. Riesenslalomwertung, 9. Kombinationswertung
- Saison 2016/17: 6. Gesamtwertung, 3. Riesenslalomwertung, 8. Kombinationswertung
- Saison 2022/23: 2. Riesenslalomwertung
- 10 Podestplätze, davon 1 Sieg:

| Datum         | Ort      | Land    | Disziplin    |
| ------------- | -------- | ------- | ------------ |
| 17. März 2017 | Innichen | Italien | Riesenslalom |

### Juniorenweltmeisterschaften
- Québec 2013: 11. Riesenslalom
- Jasná 2014: 1. Super-Kombination, 4. Riesenslalom, 4. Super-G, 5. Slalom, 31. Abfahrt
- Hafjell 2015: 9. Riesenslalom, 16. Slalom, 34. Abfahrt

### Weitere Erfolge
- 3 österreichische Meistertitel (Riesenslalom 2017, 2018 und 2023)
- Sieg bei den Deutschen Meisterschaften im Slalom 2014
- Österreichische Jugendmeisterin im Riesenslalom 2013
- 1 Podestplatz im Australia New Zealand Cup
- 5 Siege in FIS-Rennen